# 瓦尔德米伦
瓦尔德米伦是德国莱茵兰-普法尔茨州的一个市镇。总面积3.10平方公里，总人口350人，其中男性170人，女性180人（2011年12月31日），人口密度113人/平方公里。